# Diradius uxpanapaensis
Diradius uxpanapaensis is een insectensoort uit de familie Teratembiidae, die tot de orde webspinners (Embioptera) behoort. De soort komt voor in Mexico (Chiapas).
Diradius uxpanapaensis is voor het eerst wetenschappelijk beschreven door Mariño & Márquez in 1982.